# 南京航空航天大学附属高级中学
南京航空航天大学附属高级中学，是位于南京市秦淮区的一所高中。

## 历史
1934年，私立空军子弟学校在杭州成立，1937年因抗日战争迁往成都，1948年回迁南京。国民政府还都后，在南京增设市立第一初级中学。1949年5月，南京解放后，市军管会将市立第一初级中学与私立空军子弟学校合并为南京市第七中学。1968年，文化大革命开始后，迁至铁心桥办学，1979年迁回。1986年，与南京航空学院联合办学，改名为南京航空学院附属中学。2004年独立为高中，改为南京航空航天大学附属高级中学。